# Glaucón
Glaucón (griego antiguo Γλαύκων; nacido alrededor del 445 a. C.) o Glaucón de Atenas (Γλαύκων Ἀθηναῖος) fue un filósofo griego que vivió hacia el año 400 a. C. 
Hijo de Aristón y hermano de Platón y Adimanto figuró como interlocutor en La República y en el Parménides de este último. Jenofonte lo introdujo también en su Memorabilia. 
Se cree generalmente que este hermano de Platón es el Glaucón nombrado por Diógenes Laercio. Se atribuyen a Glaucón otros treinta y dos diálogos que Diógenes considera apócrifos.
Para Glaucón, nomos y naturaleza no son ya distintos, sino opuestos. Lo que es bueno y justo según el nomos, es malo e injusto según las leyes de la naturaleza y solamente los fuertes, como Antígona, son capaces de transgredir las normas y leyes sociales.